# Amphoe Mueang Phrae
Amphoe Mueang Phrae (thailändisch อำเภอ เมืองแพร่, Aussprache: ʔāmpʰɤ̄ː  mɯ̄aŋ pʰrɛ̂ː) ist ein Landkreis (Amphoe – Verwaltungs-Distrikt) in der Provinz Phrae in der Nord-Region von Thailand. 
Phrae ist gleichzeitig die Hauptstadt der Provinz Phrae.

## Geographie
Benachbarte Kreise (von Südwesten im Uhrzeigersinn): die Amphoe Sung Men, Long, Nong Muang Khai und Rong Kwang der Provinz Phrae, Amphoe Na Muen in der Provinz Nan sowie Amphoe Tha Pla in der Provinz Uttaradit.

## Wirtschaft
Der Reisanbau ist eine wichtige Erwerbsquelle. Bedeutend ist auch die Herstellung von Rattan-Möbeln und Textilien, insbesondere das „Mohom“, das Arbeitshemd aus grobgewebtem blauen Baumwollstoff wird gefertigt.

## Sehenswürdigkeiten
Siehe:  Phrae

## Verwaltung

### Provinzverwaltung
Amphoe Mueang Phrae besteht aus 20 Gemeinden (Tambon), welche weiter in 158 Dörfer (Muban) unterteilt sind. 
| Nr. | Name        | Thai     | Muban | Einw.  |
| --- | ----------- | -------- | ----- | ------ |
| 01. | Nai Wiang   | ในเวียง   | 0-    | 16.970 |
| 02. | Na Chak     | นาจักร    | 09    | 06.949 |
| 03. | Nam Cham    | น้ำชำ     | 04    | 01.695 |
| 04. | Pa Daeng    | ป่าแดง    | 10    | 05.042 |
| 05. | Thung Hong  | ทุ่งโฮ้ง    | 06    | 06.244 |
| 06. | Mueang Mo   | เหมืองหม้อ | 11    | 09.299 |
| 07. | Wang Thong  | วังธง     | 06    | 02.613 |
| 08. | Mae Lai     | แม่หล่าย   | 08    | 04.589 |
| 09. | Huai Ma     | ห้วยม้า    | 14    | 06.729 |
| 10. | Pa Maet     | ป่าแมต    | 15    | 11.994 |
| 11. | Ban Thin    | บ้านถิ่น    | 11    | 06.738 |
| 12. | Suan Khuean | สวนเขื่อน  | 10    | 05.360 |
| 13. | Wang Hong   | วังหงส์    | 07    | 03.331 |
| 14. | Mae Kham Mi | แม่คำมี    | 12    | 07.545 |
| 15. | Thung Kwao  | ทุ่งกวาว   | 05    | 06.022 |
| 16. | Tha Kham    | ท่าข้าม    | 03    | 02.317 |
| 17. | Mae Yom     | แม่ยม     | 04    | 01.996 |
| 18. | Cho Hae     | ช่อแฮ     | 12    | 06.948 |
| 19. | Rong Fong   | ร่องฟอง   | 04    | 03.674 |
| 20. | Kanchana    | กาญจนา   | 07    | 04.582 |

### Lokalverwaltung
Phrae (เทศบาลเมืองแพร่) ist eine Stadt (Thesaban Mueang), sie besteht aus dem gesamten Tambon Nai Wiang.
Es gibt weiterhin neun Kleinstädte (Thesaban Tambon) im Landkreis:
- Cho Hae (เทศบาลตำบลช่อแฮ) besteht aus Teilen des Tambon Pa Seang und dem gesamten Tambon Cho Hae,
- Tung Hong (เทศบาลตำบลทุ่งโฮ้ง) besteht aus dem gesamten Tambon Tung Hong,
- Mae Lai (เทศบาลตำบลแม่หล่าย) besteht aus dem gesamten Tambon Mae Lai,
- Pa Maet (เทศบาลตำบลป่าแมต) besteht aus dem gesamten Tambon Pa Maet,
- Mae Kham Mi (เทศบาลตำบลแม่คำมี) besteht aus dem gesamten Tambon Mae Kham Mi,
- Ban Thin (เทศบาลตำบลบ้านถิ่น) besteht aus dem gesamten Tambon Ban Thin,
- Suan Khuean (เทศบาลตำบลสวนเขื่อน) besteht aus dem gesamten Tambon Suan Khuean,
- Wang Hong (เทศบาลตำบลวังหงส์) besteht aus dem gesamten Tambon Wang Hong,
- Thung Kwao (เทศบาลตำบลทุ่งกวาว) besteht aus dem gesamten Tambon Thung Kwao.

Daneben gibt es 13 „Tambon Administrative Organizations“ (TAO, องค์การบริหารส่วนตำบล – Verwaltungs-Organisationen) für die Tambon im Landkreis, die zu keiner Stadt gehören.